# Втрати кадировців
У статті наведено подробиці втрат кадировців — чеченських парамілітарних підрозділів, які підтримували колишнього президента Чеченської Республіки Ахмата Кадирова у різних військових конфліктах. Нині, відповідно до поширеної в публіцистичних джерелах версії, кадировці виконують функції особистої охорони (гвардії) президента Чеченської Республіки Рамзана Кадирова.

## Друга чеченська війна
| п/п | Прізвище, ім'я, по-батькові                                            | Звання                    | Дата народження | Дата смерті |
| --- | ---------------------------------------------------------------------- | ------------------------- | --------------- | ----------- |
| 1.  | Газімагомадов Муса Денілбекович (рос. Газимагомадов Муса Денилбекович) | підполковник міліції      | 01.05.1964      | 04.04.2003  |
| 2.  | Бексултанов Адам Лечійович (рос. Бексултанов Адам Лечиевич)            | лейтенант міліції         | 16.10.1974      | 14.12.2004  |
| 3.  | Бацаєв Руслан Юркієвич (рос. Бацаев Руслан Юркиевич)                   | підполковник міліції      | 30.08.1962      | 20.11.2005  |
| 4.  | Дахієв Буваді Султанович (рос. Дахиев Бувади Султанович)               | підполковник міліції      | 28.04.1968      | 13.09.2006  |
| 5.  | Даутмерзаєв Султан Салаудійович (рос. Даутмерзаев Султан Салаудиевич)  | лейтенант міліції         | 04.04.1976      | 15.12.2007  |
| 6.  | Хатуєв Молді Аюбович (рос. Хатуев Молди Аюбович)                       | старший лейтенант міліції | 30.01.1979      | 17.08.2008  |
| 7.  | Ямадаєв Сулім Бекмирзайович (рос. Ямадаев Сулим Бекмирзаевич)          | підполковник              | 21.06.1973      | 28.03.2009  |

## Російсько-українська війна
| п/п | Прізвище, ім'я, по-батькові                                                | Звання                                     | Дата народження | Дата смерті   |
| --- | -------------------------------------------------------------------------- | ------------------------------------------ | --------------- | ------------- |
| 1.  | Бетанедов Джамбулат Лан-Алійович                                           |                                            | 1986            | 26.05.2014    |
| 2.  | Дадаєв Мурат Ламалійович                                                   |                                            | 1983            | 26.05.2014    |
| 3.  | Стрюмов Адлан Абду Карім                                                   |                                            | 1971            | 26.05.2014    |
| 4.  | Болчиханов Адам Лом-Алійович                                               | старший сержант                            | 06.08.1991      | 04.03.2022    |
| 5.  | Азізов Руслан Рашидович                                                    | майор                                      |                 | до 04.04.2022 |
| 6.  | Карасюков Владислав Євгенович (рос. Карасюков Владислав Евгеньевич)        |                                            | 13.06.1983      | 01.05.2022    |
| 7.  | Савченко Володимир Олександрович (рос. Савченко Владимир Александрович)    | старший лейтенант запасу                   | 1971            | 02.05.2022    |
| 8.  | Бісултанов Адам                                                            | сержант                                    |                 | 28.05.2022    |
| 9.  | Саїтов Дукваха Салаудинович (рос. Саитов Дукваха Салаудинович)             | лейтенант                                  |                 | 29.05.2022    |
| 10. | Абдулхаліков Турко Абубакарович                                            | майор поліції                              | 29.01.1980      | 30.05.2022    |
| 11. | Автаєв Муслім Сайпулайович (рос. Автаев Муслим Сайпулаевич)                | капітан поліції                            |                 | 31.05.2022    |
| 12. | Дімаєв Заур Ломалійович (рос. Димаев Заур Ломалиевич)                      | підполковник поліції                       | 14.12.1976      | 01.06.2022    |
| 13. | Чупалаєв Хезир (рос. Чупалаев Хезир)                                       | рядовий                                    |                 | до 10.06.2022 |
| 14. | Юсупов Тамерлан (рос. Юсупов Тамерлан)                                     | старший сержант поліції                    |                 | 21.06.2022    |
| 15. | Трухан Іван Вікторович (рос. Трухан Иван Викторович)                       |                                            | 05.07.1975      | до 22.06.2022 |
| 16. | Каїмов Рамзан Вісалійович                                                  | капітан поліції                            |                 | до 22.06.2022 |
| 17. | Тітієв Магомед Саїдович (рос. Титиев Магомед Саидович)                     | старший лейтенант поліції                  |                 | до 22.06.2022 |
| 18. | Ідрісов Асвад Мусайович (рос. Идрисов Асвад Мусаевич)                      | капітан поліції                            |                 | до 22.06.2022 |
| 19. | Дакалов Гапур Шахадович (рос. Дакалов Гапур Шахадович)                     | прапорщик поліції                          |                 | до 22.06.2022 |
| 20. | Курмагомадов Хусейн Майрбекович                                            | прапорщик поліції                          |                 | до 22.06.2022 |
| 21. | Бетишев Алі Султанович                                                     | старший сержант поліції                    |                 | до 22.06.2022 |
| 22. | Бачаєв Адам Мухайдович (рос. Бачаев Адам Мухайдович)                       |                                            |                 | до 22.06.2022 |
| 23. | Ахматханов Ібрагим Шейх-Ахмедович                                          | молодший сержант                           |                 | до 22.06.2022 |
| 24. | Денієв Бувайсар                                                            | старший прапорщик поліції                  |                 | до 27.07.2022 |
| 25. | Ісаєв Айдамир                                                              | старший сержант поліції                    |                 | до 27.07.2022 |
| 26. | Ганжа Сергій Олександрович                                                 |                                            |                 | 14.08.2022    |
| 27. | Ільясов Хамзат                                                             | молодший сержант                           |                 | до 02.09.2022 |
| 28. | Джамалуєв Зелімхан                                                         | рядовий                                    |                 | до 08.09.2022 |
| 29. | Лебедєв Сергій (рос. Лебедев Сергей)                                       | доброволець                                |                 | 20.09.2022    |
| 30. | Цамаєв Валід Мусаєвич                                                      | капітан поліції                            |                 | до 05.10.2022 |
| 31. | Таймасханов Рамзан                                                         | капітан поліції                            |                 | до 13.10.2022 |
| 32. | Садіков Хусейн                                                             | прапорщик поліції                          |                 | до 13.10.2022 |
| 33. | Ерсембієв Желіл (рос. Эрсембиев Желил)                                     | старший лейтенант поліції                  |                 | до 13.10.2022 |
| 34. | Гакалов Аслан (рос. Гакалов Аслан)                                         |                                            |                 | 24.10.2022    |
| 35. | Дудуркаєв Іса-Абдул (рос. Дудуркаев Иса-Абдул)                             |                                            |                 | 24.10.2022    |
| 36. | Аюбов Іслам (рос. Аюбов Ислам)                                             |                                            |                 | 24.10.2022    |
| 37. | Аюбов Расул (рос. Аюбов Расул)                                             |                                            |                 | 24.10.2022    |
| 38. | Юнаєв Асхаб Хасмагомедович (рос. Юнаев Асхаб Хасмагомедович)               | молодший сержант                           | 20.03.2001      | 24.10.2022    |
| 39. | Денієв Бувайсар (рос. Дениев Бувайсар)                                     | звання невідоме, заступник командира полку | 31.03.1987      | 10.2022       |
| 40. | Газабієв Зелімхан Хусейнович (рос. Газабиев Зелимхан Хусейнович)           |                                            | 16.09.1998      | 03.11.2022    |
| 41. | Ісраїлов Шаміль (рос. Исраилов Шамиль)                                     |                                            | 23.11.1997      | 13.11.2022    |
| 42. | Айдамиров Сулиман Ахмійович (рос. Айдамиров Сулиман Ахмиевич)              | рядовий                                    |                 | до 20.01.2023 |
| 43. | Алієв Адам Лечийович (рос. Алиев Адам Лечиевич)                            |                                            |                 | до 20.01.2023 |
| 44. | Байсагуров Абдула Ісайович (рос. Байсагуров Абдула Исаевич)                | старший сержант поліції                    |                 | до 20.01.2023 |
| 45. | Батукаєв Расул Хампашайович (рос. Батукаев Расул Хампашаевич)              | старший сержант поліції                    |                 | до 20.01.2023 |
| 46. | Берсункаєв Роман Султанович (рос. Берсункаев Роман Султанович)             | старший сержант поліції                    |                 | до 20.01.2023 |
| 47. | Болтаєв Хож-Бауддін Хож-Ахмедович (рос. Болтаев Хож-Бауддин Хож-Ахмедович) | старший сержант поліції                    |                 | до 20.01.2023 |
| 48. | Гайсумов Рамзан Абдулазимович (рос. Гайсумов Рамзан Абдулазимович)         | старший сержант поліції                    |                 | до 20.01.2023 |
| 49. | Давлетукаєв Нурід Усманович (рос. Давлетукаев Нурид Усманович)             | старший сержант поліції                    |                 | до 20.01.2023 |
| 50. | Дудаєв Зубайра Абубакарович (рос. Дудаев Зубайра Абубакарович)             | старший сержант поліції                    |                 | до 20.01.2023 |
| 51. | Магомадов Елімсолт Умарович (рос. Магомадов Элимсолт Умарович)             | старший сержант поліції                    |                 | до 20.01.2023 |
| 52. | Магомедов Хусейн Вісалійович (рос. Магомедов Хусейн Висалиевич)            |                                            |                 | до 20.01.2023 |
| 53. | Межедов Хаважди Хожбаудинович (рос. Межедов Хаважди Хожбаудинович)         |                                            |                 | до 20.01.2023 |
| 54. | Мінкаїлов Аслан Арбійович (рос. Минкаилов Аслан Арбиевич)                  | прапорщик поліції                          |                 | до 20.01.2023 |
| 55. | Хасуханов Анзор Русланович (рос. Хасуханов Анзор Русланович)               | старший сержант поліції                    |                 | до 20.01.2023 |
| 56. | Еділсултанов Іслам Усманович (рос. Эдилсултанов Ислам Усманович)           |                                            |                 | до 20.01.2023 |
| 57. | Якубов Арбі Магомедович (рос. Якубов Арби Магомедович)                     | старший сержант поліції                    |                 | до 20.01.2023 |